# Gesellschaft für Klinische Toxikologie
Die Gesellschaft für Klinische Toxikologie (GfKT) ist die interdisziplinäre Fachgesellschaft der deutschsprachigen Giftinformationszentren (GIZ) und Klinischen Toxikologen. Die Gesellschaft ist Mitglied der Arbeitsgemeinschaft der Wissenschaftlichen Medizinischen Fachgesellschaften (AWMF).

## Ziel
Ziel der Gesellschaft ist es unter anderem, die Beratung der Öffentlichkeit und der behandelnden Ärzte im Vergiftungsfall sicherzustellen und die ärztliche Versorgung der Bevölkerung bei Vergiftungen zu fördern. Zu diesem Zweck fördert die Gesellschaft die interdisziplinäre Zusammenarbeit zwischen Chemie, Pharmazie, Informatik und Medizin zur Verbesserung des Verständnisses für klinisch-toxikologische Sachverhalte. Im Zentrum der Aktivitäten stehen die Förderung der Zusammenarbeit der Giftinformationszentren und der Austausch über ihre Aufgaben.

## Veranstaltungen
Die Jahrestagung der Gesellschaft findet jeweils im Herbst mit Kooperationspartnern statt.

## Geschichte
Die Gesellschaft für Klinische Toxikologie wurde 2002 gegründet und ging hervor aus der 1985 gegründeten Arbeitsgemeinschaft Giftnotruf e. V. (AGGN). Die Mitglieder stammen aus Ärzteschaft, Apothekerschaft, Forschenden und medizinischem Fachpersonal, die klinisch-toxikologisch beraten, diagnostizieren, behandeln und wissenschaftlich arbeiten.
Seit 2015 ist die Gesellschaft Mitglied der AWMF.